# 官方妖怪狂歡發瘋黨
官方妖怪狂歡發瘋黨（英語：Official Monster Raving Loony Party，缩写为OMRLP）是英国的一个恶搞政党，由音乐人David Sutch于1983年创建，现任领袖为阿伦·“嚎叫”·霍普。
该党曾经推出了大量候选人参加了1992年的英国大选，但是没有一个人能够拿到5%的选票，所以所有人的选举保证金都被没收。David Sutch在自己的选区得到了4.1%的选票，是当年他们的最佳战绩。该党在历次选举中在一个选区获得的最多票数是3339张，由Danny Bamford在1994年欧盟选举中化名“约翰·梅杰”取得。
1987年，阿伦·霍普（即现任领袖）当选德文郡Ashburton镇议员，1998年，他当选该镇镇长。在很长的一段时间内，该党的总部其实就是霍普的住所。
和其他政党一样，发疯党也经历了严重的分裂，一些党员（基本教义派），如党首阿伦·霍普等人，认为该党存在纯粹是一种恶搞行为，而另一些党员（严肃派），如Danny Bamford等人则相信该党是通过有目的地通过讽刺手法来达成目的的正规政党。1989年，一些严肃派成员宣布成立狂欢发疯绿巨人党（Raving Loony Green Giant Party）。1991年，绿巨人党成功地在东德文区议会中取得了一个席位。
绿巨人党的成功使得发疯党奋起直追，到1990年代早期，共有16名发疯党当选区议会议员。